# Consuelo Lins
Consuelo da Luz Lins (* im 20. Jahrhundert) ist eine brasilianische Filmwissenschaftlerin, Dokumentarfilmerin und Professorin. Sie gilt als eine der wichtigsten Expertinnen für den zeitgenössischen brasilianischen Dokumentarfilm.

## Leben und Karriere
Consuelo Lins studierte von 1978 bis 1982 Kommunikationswissenschaft an der Päpstlichen Katholischen Universität von Rio de Janeiro (PUC-Rio). Anschließend absolvierte sie ein Masterstudium an der Escola de Comunicação der Bundesuniversität von Rio de Janeiro (UFRJ) und promovierte an der Université de Paris 3 (Sorbonne Nouvelle), wobei sie sich in ihrer Dissertation mit dem Werk des Dokumentarfilmers Robert Kramer befasste.
Seit 1995 ist Lins Professorin an der Escola de Comunicação der UFRJ, wo sie auch als Forscherin am CNPq (Conselho Nacional de Desenvolvimento Científico e Tecnológico) tätig ist.
Sie schreibt regelmäßig über Kino, Video und Fernsehen und ist als Essayistin aktiv.

## Werk
Lins beschäftigt sich schwerpunktmäßig mit dem brasilianischen Dokumentarfilm und dessen gesellschaftlicher Bedeutung. Sie hat sowohl wissenschaftliche Publikationen als auch eigene Filme vorgelegt. Zu ihren bekanntesten Dokumentarfilmen zählen:
- Chapéu Mangueira e Babilônia: Histórias do Morro (1999): Ein Film über Geschichte und Alltagsleben zweier Favelas im Stadtteil Copacabana, Rio de Janeiro.[2]
- Babilônia 2000 (2001, Mitarbeit): Lins führte den renommierten Dokumentarfilmer Eduardo Coutinho in die Favela Babilônia ein und arbeitete an diesem Film mit.[2]
- Edifício Master (2002, Mitarbeit): Zusammenarbeit mit Eduardo Coutinho[2]
- Julliu’s Bar (2001): Dokumentation über das Leben von Transvestiten am Rand von Rio de Janeiro, gezeigt auf mehreren Festivals, darunter das Internationale Dokumentarfilmfestival É Tudo Verdade[2]
- Lectures (2005): Ein Kurzfilm, komplett mit dem Handy gedreht, der auf mehreren Festivals lief und als bester brasilianischer Kurzfilm beim Internationalen Kurzfilmfestival von Belo Horizonte ausgezeichnet wurde.[2]
- Leituras Cariocas (2009): Festivalteilnahmen und Ehrungen, u. a. Lobende Erwähnung beim É Tudo Verdad[2]
- Babas / Nannies (2010): Ein dokumentarischer Kurzfilm über Kindermädchen in Rio de Janeiro, der autobiografische Elemente mit einer Reflexion über die Rolle der „Babas“ in der brasilianischen Gesellschaft verbindet. Der Film lief u. a. bei DoK Leipzig und Interfilm Berlin[2].

## Schriften
- Filmar o real: sobre o documentário brasileiro contemporâneo. 2010. ISBN 978-85-378-0082-9
- Rua de Mão Dupla: documentário e arte contemporânea. In: K. Maciel (Hrsg.): Transcinemas. Rio de Janeiro 2009.
- O cinema de Chris Marker: entre a carta e o ensaio fílmico. In: Chris Marker: Bricoleur Multimídia.
- O Documentário de Eduardo Coutinho: televisão, cinema e vídeo. 2010.
- Rindo de quê? O Humor no documentário de Eduardo Coutinho.
- Imagem e Tempo na série Futebol, de João Salles, in Estudos de Cinema Socine.
- O que é isso, companheiro? a ficção resiste sem a história? In: César Benjamin, Elio Gaspari, Daniel Aarão Reis: Versões e ficções: o seqüestro da história. Editora Fundação Perseu Abramo, São Paulo 1997.

## Bedeutung
Consuelo Lins ist eine zentrale Stimme der brasilianischen Dokumentarfilmforschung und hat mit ihren Filmen und Schriften die Reflexion über das dokumentarische Erzählen in Brasilien maßgeblich geprägt. Ihr Werk zeichnet sich durch die Verbindung von theoretischer Tiefe und praktischer Filmarbeit aus.

## Nachweise
1. ↑  Laut Enciclopédia Itaú Cultural de Arte e Cultura Brasileiras. São Paulo: Itaú Cultural, 2019 (portugiesisch), abgerufen am 8. November 2019, wurde sie am 21. März 1982 geboren. Die Angabe stimmt nicht mit ihrem Lebenslauf überein. Vgl. „Consuelo da Luz Lins“, CNPq, abgerufen am 7. November 2020.
2. 1 2 3 4 5 6 7 8 9  12.07.11 Vortrag + Film: Consuelo Lins – The appropriation of archival images in the contemporary documentary – IfM – Institut für Medienwissenschaft. 30. Juni 2011, abgerufen am 8. Juli 2025 (britisches Englisch).
3. ↑  Eco.Pós - Programa de Pós-Graduação da Escola de Comunicação da UFRJ - FACULTY-Consuelo Lins. Abgerufen am 8. Juli 2025.
4. ↑  Consuelo Lins Resume/CV | Universidade Federal do Rio de Janeiro (UFRJ), Http://www.pos.eco.ufrj.br/, Faculty Member. Abgerufen am 8. Juli 2025.
5. ↑  Suporte On: Consuelo Lins - Biografia do Artista. Abgerufen am 8. Juli 2025 (brasilianisches Portugiesisch).
6. ↑  Arquivos Consuelo Lins. In: Editora 7Letras. Abgerufen am 8. Juli 2025 (brasilianisches Portugiesisch).

| Personendaten    | Personendaten                              |
| ---------------- | ------------------------------------------ |
| NAME             | Lins, Consuelo                             |
| ALTERNATIVNAMEN  | Lins, Consuelo da Luz (vollständiger Name) |
| KURZBESCHREIBUNG | brasilianische Filmwissenschaftlerin       |
| GEBURTSDATUM     | 20. Jahrhundert                            |